# Бредаль, Пётр Петрович (младший)
Пётр Петрович Бредаль (нем. Peter von Bredahl (Bredal); ок. 1713 — 28 августа 1773, Гамбург) — русский и голштинский придворный и чиновник.

## Биография
Сын вице-адмирала русской службы Петра Петровича Бредаля и Софии Блансефлор Кушерон, дочери голландца Виллема де Кушерона (ум. 1689), генерал-квартирмейстера датско-норвежской службы.
В 1724 году стал пажом при московском дворе герцога Карла Фридриха Гольштейна-Готторпского, обручившегося с царевной Анной Петровной. В 1727 году герцог забрал его с собой в Голштинию в качестве камерфоршнайдера (оруженосца-стольника). В 1730 году его отец был принят в рыцарское сословие Эстляндии. В 1738 году он стал герцогским обер-егермейстером. Был кавалером голштинского ордена Святой Анны. В 1739 году фон Бредаль был направлен ко двору в Петербург как официальный посланник, с сообщением о смерти герцога. Он остался на службе у сына Карла Фридриха, герцога Карла Петра Ульриха, ставшего в 1742 году великим князем Петром Федоровичем, и долго был у него в большом фаворе.
В 1745 году стал обер-егермейстером великого князя. 30 сентября (11 октября) или 1/12 октября 1745 отправился к шведскому двору, с заездом в Гамбург, с сообщением о предстоящей женитьбе Петра на Софии Ангальт-Цербстской; вернулся через Фридрихсгам 3/14 февраля 1746. В том же году, по воле Елизаветы Петровны ему, как и другим голштинцам, пришлось уехать из России. Бредаль получил выгодную должность амтмана в герцогском амте Триттау в Голштинии.
В 1750-е годы он несколько раз приезжал в Петербург, оставаясь приближенным и доверенным лицом Петра. В 1759—1762 годах он, вероятно, постоянно находился в столице. Кавалер ордена Святого Александра Невского (30.08 (10.09) 1760). При вступлении Петра III на престол фон Бредалю 26.12.1761 (6.01.1762) был пожалован орден Святого Андрея Первозванного. После переворота и убийства императора ему пришлось покинуть Петербург. Екатерина II подарила ему поместье Гросс-Улила близ Дерпта, ныне Суури-Уллила в сельском муниципалитете Элва в Эстонии, которое он продал в том же году.
В 1764 году великий князь Павел Петрович, как герцог Гольштейн-Готторпский, назначил его министром-президентом в Нижнесаксонском имперском округе с резиденцией в Гамбурге. В том же году он стал амтманом Райнбека, обосновавшись в замке Райнбек.

## Семья
1-я жена: Анна Кристина фон Менгден
2-я жена: Кристина Анна Бенедикта фон Клаузенхайм (1715—16.12.1782), дочь готторпского тайного совета Матиаса фон Клаузенхайма
Дети:
- Петер (1758—1759)
- Карл Август (14.11.1745, Петербург — ?), советник датского конференцрата
- Хедвиг Мария Маргарета (крещена 25.07.1757, Гамбург — 1811). Муж (1778): Адам Могенс Хольгер фон Люттихау (1742—1807), датский камергер